# Tylopilus felleus
Tylopilus felleus (Pierre Bulliard, 1788 ex Petter Adolf Karsten, 1881)sin. Boletus felleus (Pierre Bulliard, 1788), este o specie de ciuperci necomestibile din încrengătura Basidiomycota în familia Boletaceae și de genul Tylopilus, denumit în popor fierea pădurii sau, ca și Boletus calopus, hrib amar. Acest burete coabitează, fiind un simbiont micoriza (formează micorize pe rădăcinile arborilor). În România, [Basarabia]] și Bucovina de Nord, se dezvoltă în păduri (și montane) de foioase sub fagi și stejari, de asemenea în păduri de conifere, prin luminișuri între pini și molizi, adeseori în ani umezi, în perioade secetoase foarte rar. Timpul apariției este din iunie până în octombrie (noiembrie).

## Taxonomie

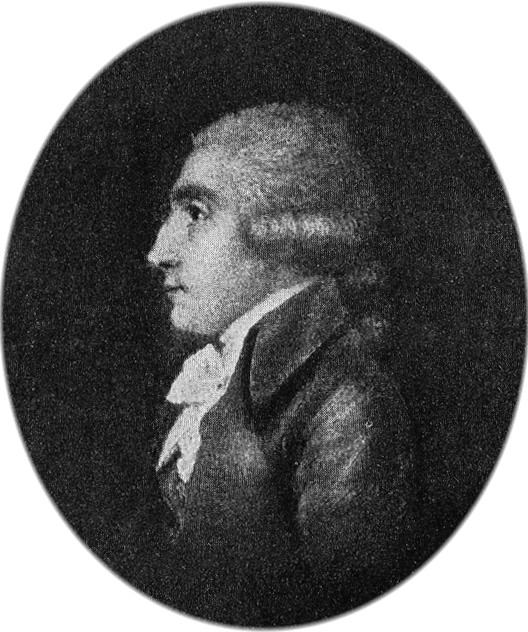
Pierre Bulliard

În anul 1788, ciuperca a fost menționată pentru prima dată de savantul francez Pierre Bulliard în volumul V al cărții sale Histoire des plantes vénéneuses et suspectes de la France, aprobată, în 1815, de faimosul Elias Magnus Fries în volumul I al lucrării sale Observationes mycologicae sub numele Boletus alutarius. 
În prezent (2018,) buretele poartă numele Tylopilus felleus, dat de micologul finlandez Petter Adolf Karsten (1834-1917) în articolul său Enumeratio Boletinearum et Polyporearum Fennicarum, systemate novo dispositarum, publicat în volumul 3 al jurnalului micologic Revue Mycologique din 1881.
Au mai avut loc încercări de redenumire. Astfel renumitul micolog Lucien Quélet  a descris buretele chiar de două ori, în 1886 și 1888, mai întâi sub taxonul Dictyopus felleus, apoi sub cel de Rhodoporus felleus, amândouă denumiri acceptate sinonim. Celelalte încercări de redenumire, ultima prin Albert Pilát și Aurel Dermek (Tylopilus felleus var. minor, 1974), pot fi neglijate.
Neapărat de menționat este, că renumitul savant suedez Elias Magnus Fries a descris și determinat o ciupercă sub numele Tylopilus alutarius în volumul 1 al lucrării sale Observationes mycologicae din 1815, însă sus numitul Petter Adolf Karsten a văzut în ea doar o variație a soiului Tylopilus felleus, denumind-o Tylopilus felleus var. alutarius, de verificat în jurnalul finlandez Bildrag til kännedom om Finlands natur och folk din 1882. Dar aici există o diferență mare în aspect și gust (vezi mai jos).

## Descriere

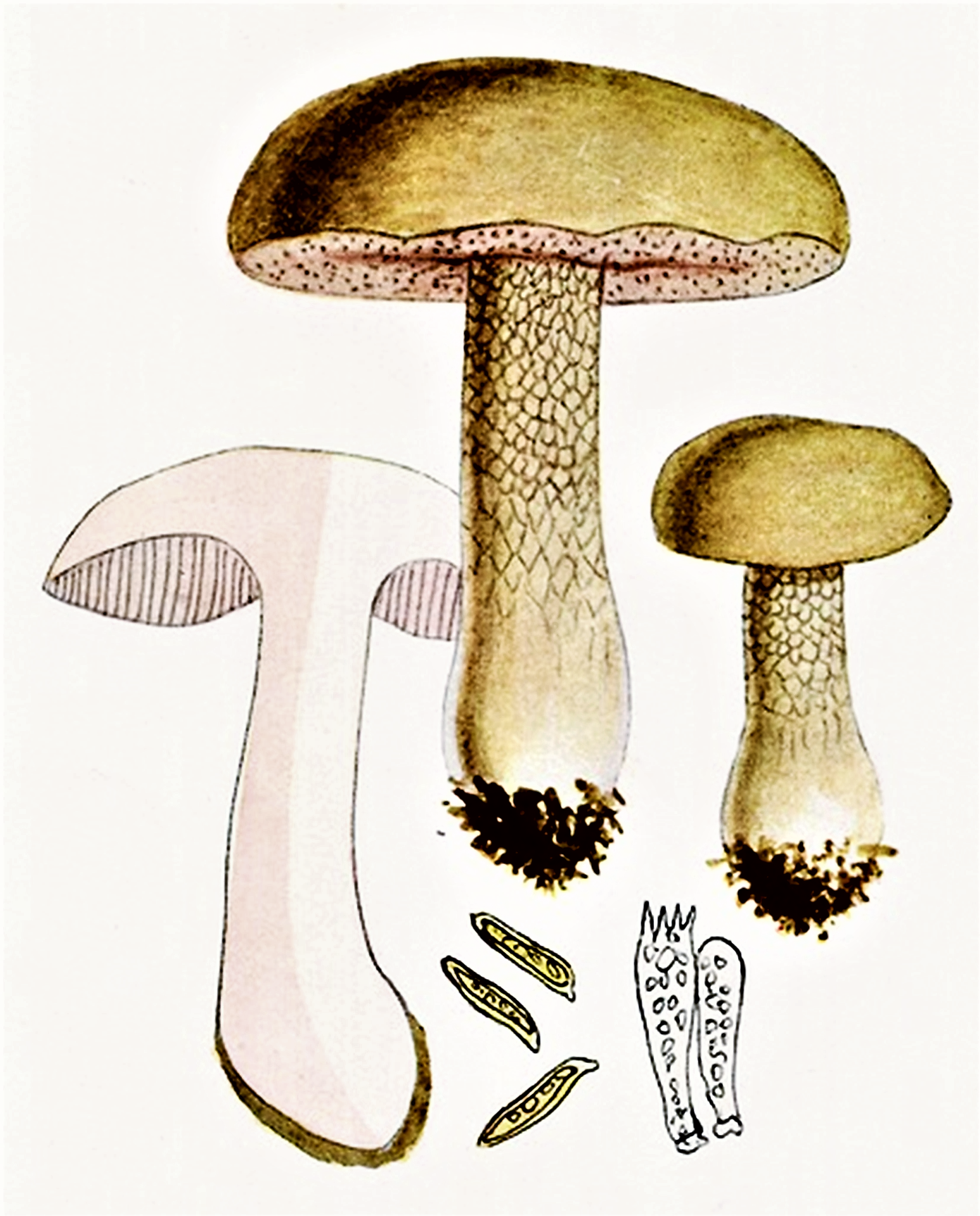
Bres.: Boletus felleus

- Pălăria: are un diametru de 6-12 (18) cm, este foarte cărnoasă și tare, la început semisferică, apoi convexă și la maturitate plată sau ușor adâncită, deseori cu marginea ondulată și crestată. Cuticula este uscată și netedă până ușor catifelată. Coloritul pălăriei poate varia între brun-deschis și galben de miere.
- Tuburile și porii: sporiferele sunt destul de lungi, libere sau aderente printr-un cârlig, colorate mai întâi alb, apoi roz. Porii sunt relativ mici, inițial rotunzi, apoi unghiulari, în tinerețe albi, devenind foarte curând rozi, la bătrânețe chiar și roz-negricioși.
- Piciorul: are o formă de pară, adică bulbos la bază, cu o înălțime de 8-15 cm și o grosime de 2-5 cm. Peste piciorul albicios până maroniu deschis se întinde o rețea în relief bătătoare la ochi de colorit brun-închis care tinde să dispară spre bază.
- Carnea: este cărnoasă și tare la buretele tânăr, apoi, la maturitate, moale aproape spongioasă, cu miros delicat și gust amar. Când este tăiată, carnea devine roză, ca singura în familia  	Boletaceae.
- Caracteristici microscopice: are spori fusiformi și netezi cu o mărime de 12-15 x 4-6 microni. Pulberea lor este rozalie.[4][10][11]
- Reacții chimice: Cuticula și tuburile se colorează cu acid sulfuric maroniu, carnea pălăriei cu sulfat de fier gri-roșiatic și carnea buretelui cu tinctură de Guaiacum încet albastru.[12][13]

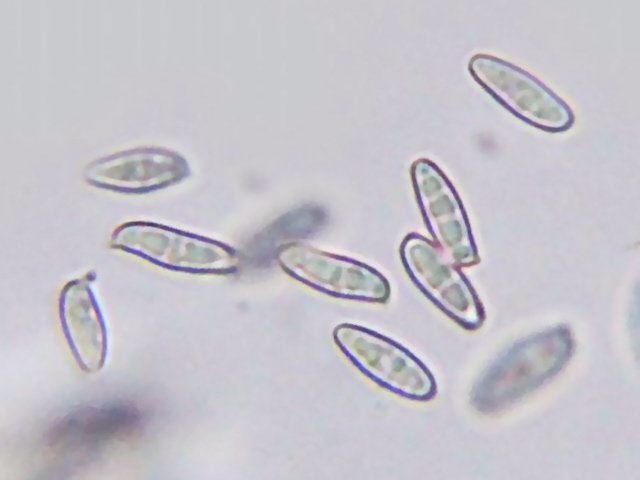
T. felleus, spori
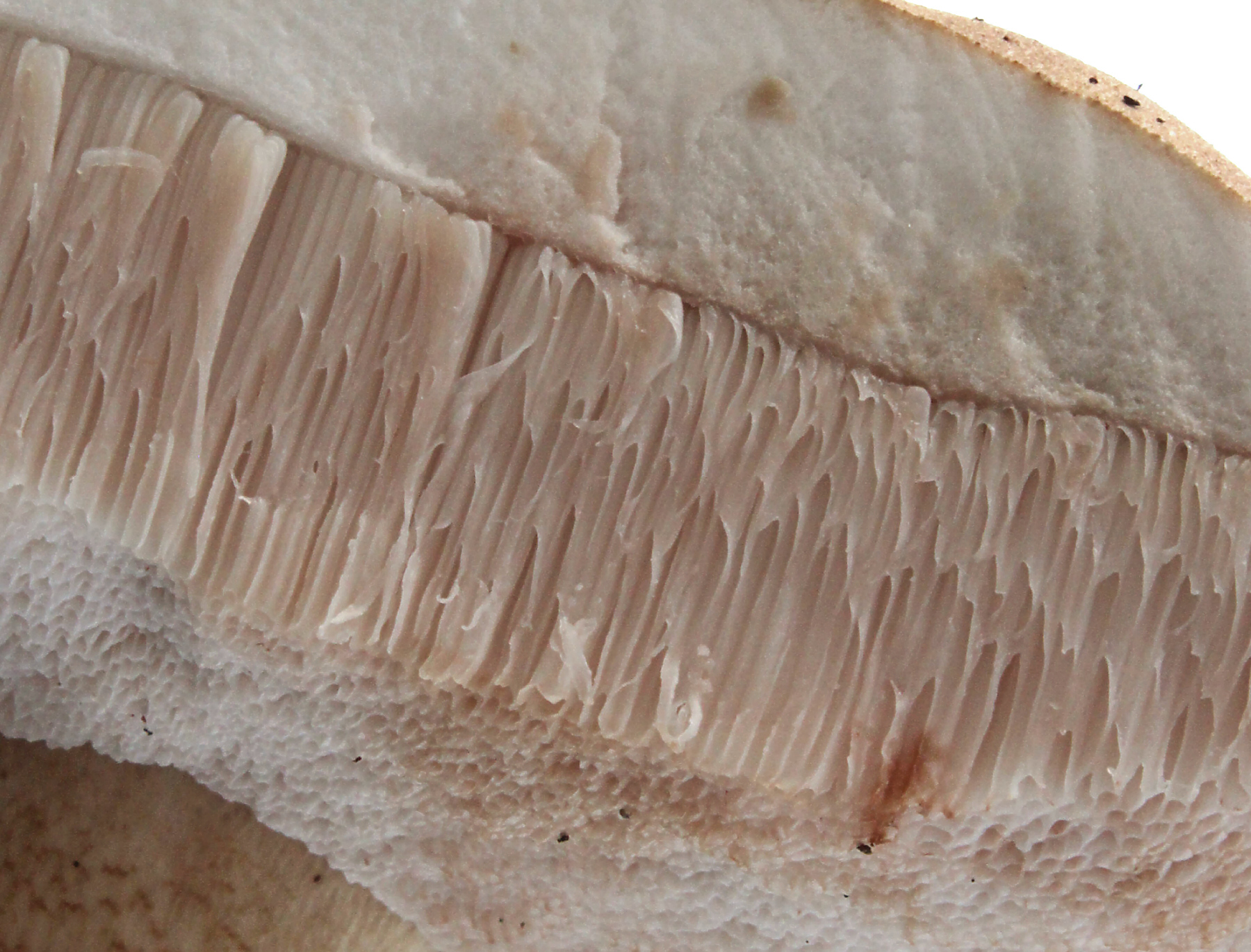
T. felleus, tuburi
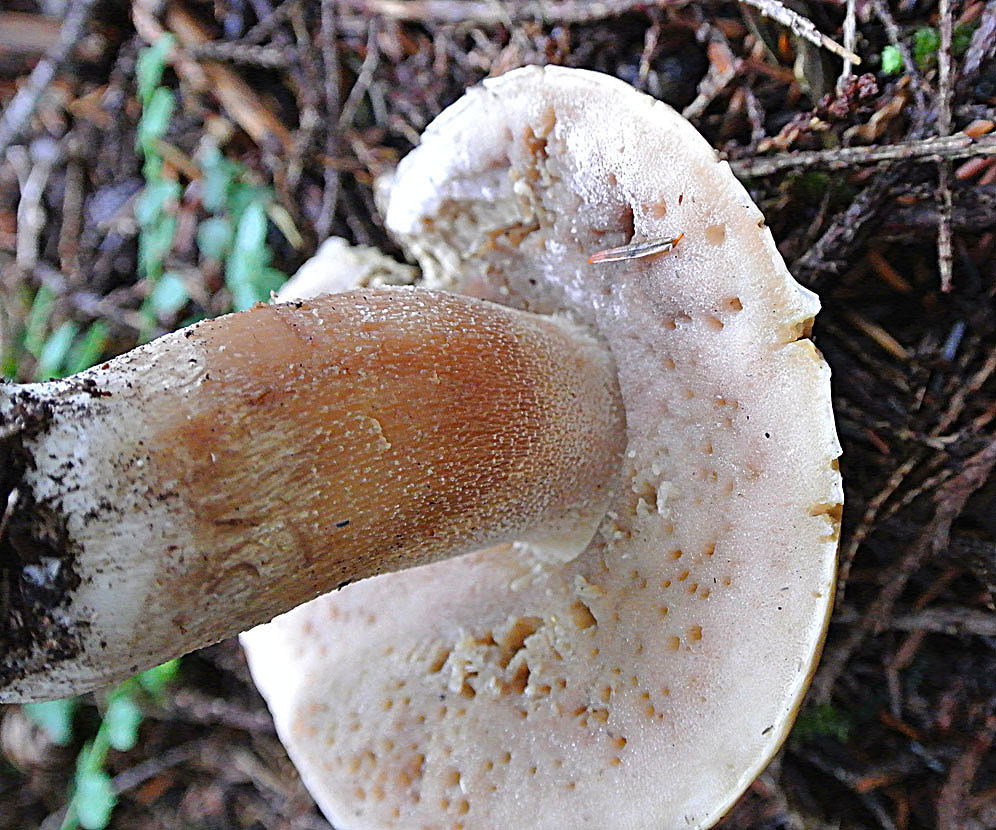
T. felleus, pori și picior
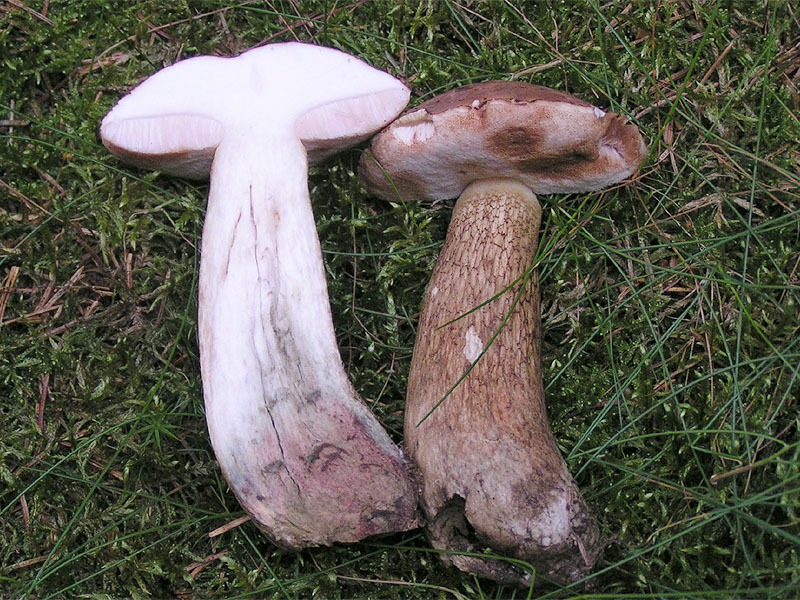
T. felleus, secțiune longitudinală
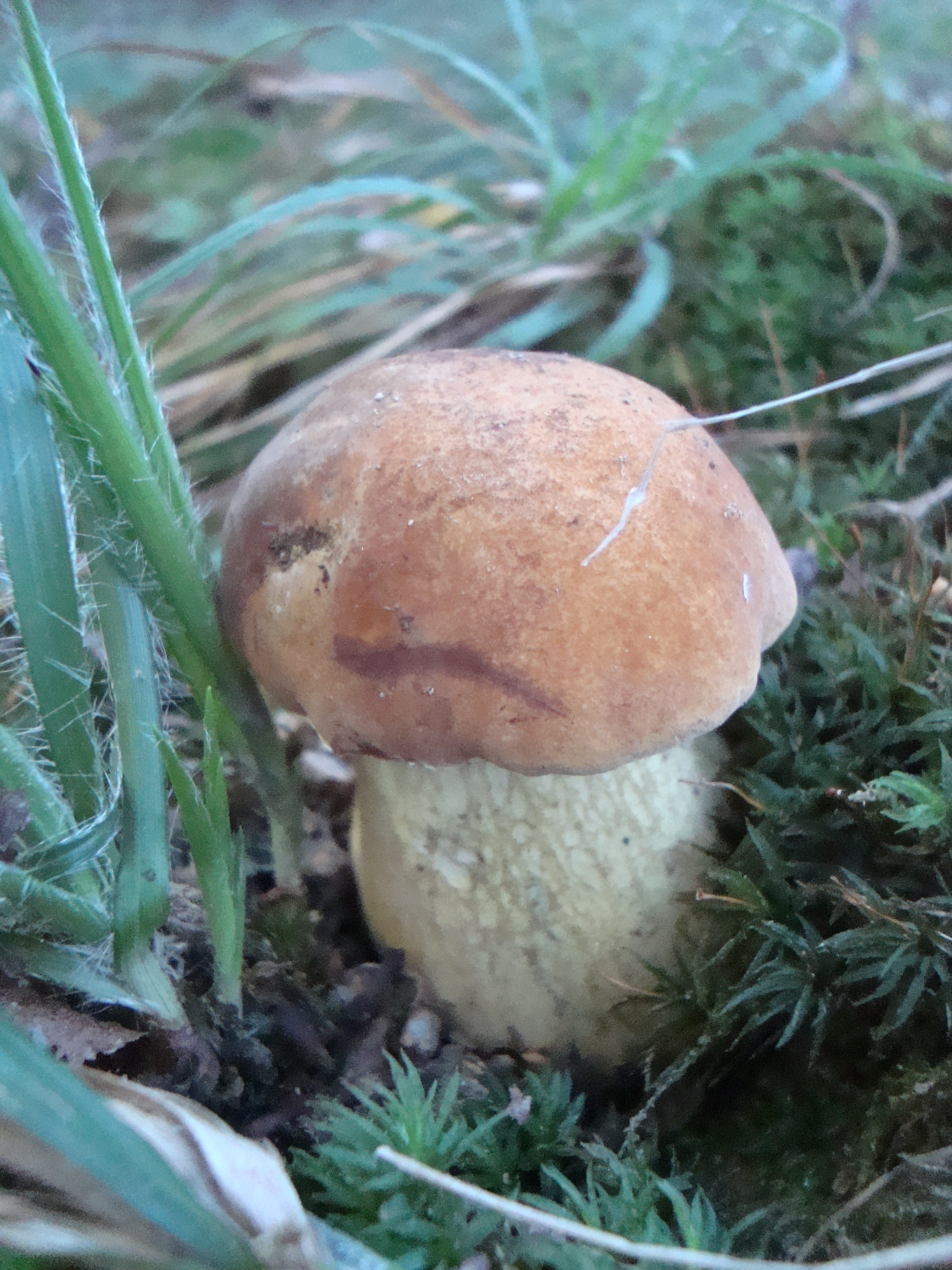
T. felleus tânăr
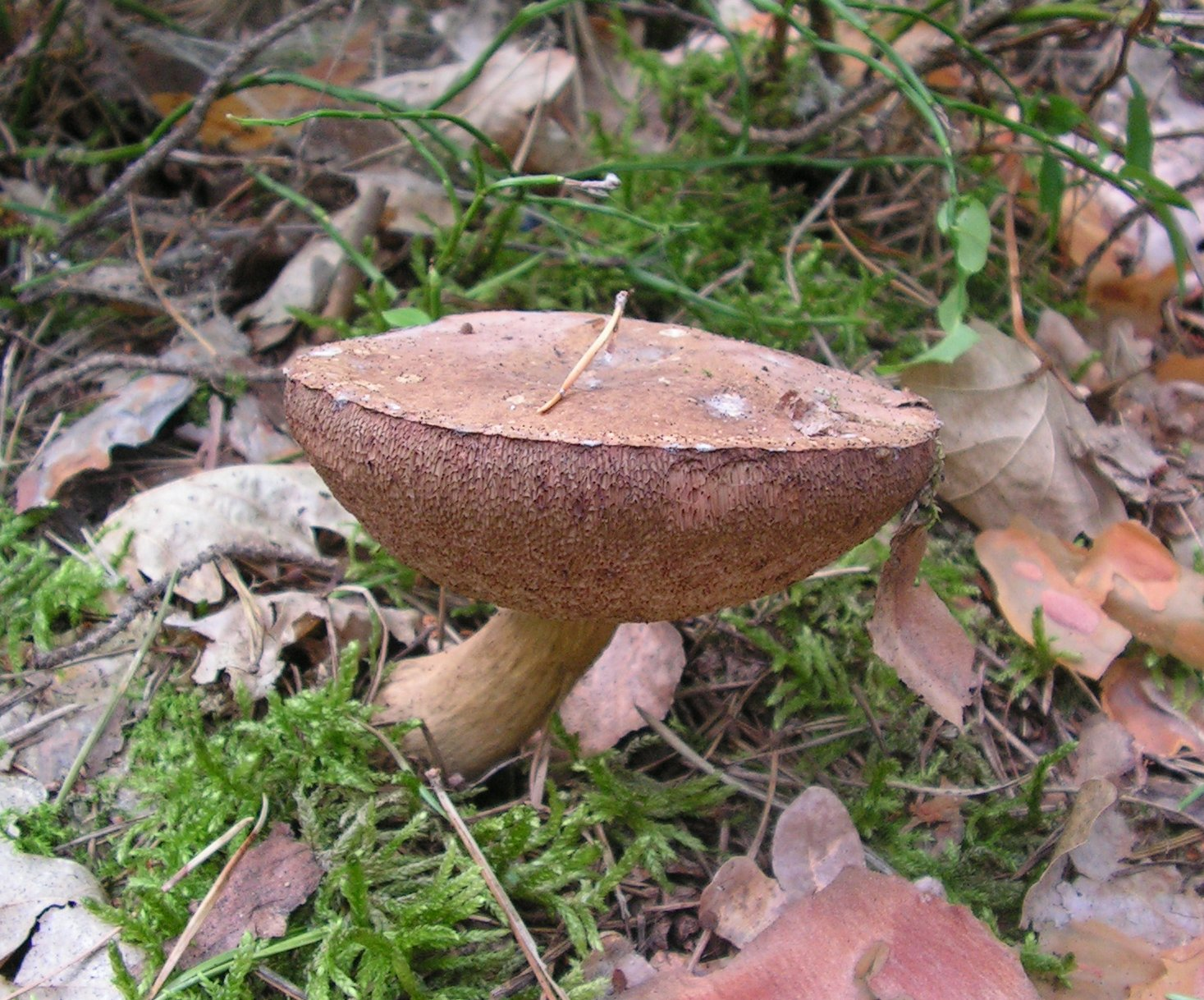
T. felleus bătrân

## Confuzii
Tylopilus felleus seamănă foarte mult cu câțiva bureți de genul Boletus cu pori neroșii, în primul rând cu Boletus edulis (Hribul), Boletus edulis var. clavipes sau cu Boletus aereus (hribul pucios), căror strat fertil însă nu schimbă niciodată la roz, de asemenea ei au rețeaua de pe picior mai delicată. În primul rând n-au gust amar. Mai departe hribul amar poate fi confundat cu: Boletus calopus sin. Caloboletus calopus (picior galben-roșu, foarte amar și ușor otrăvitor), Boletus fechtneri, Boletus fragrans (comestibil, picior mai gălbui șai nereticulat), Boletus impolitus sin. Hemileccinum impolitum (comestibil), Boletus pinicola sin. Boletus pinophilus (hribul pinului), Boletus radicans (amar, cu aspect general mai gălbui) sau Boletus reticulatus sin. Boletus aestivalis (hribul de vară).
O confuzie foarte plăcută este cea cu variația buretelui Tylopilus alutarius care nu este amară, ci are un gust dulceag. Se diferă de asemenea în aspect: culoarea cuticulei este mai deschisă, ca pielea de porc și piciorul nu arată o rețea pe suprafață, fiind maximal punctată.

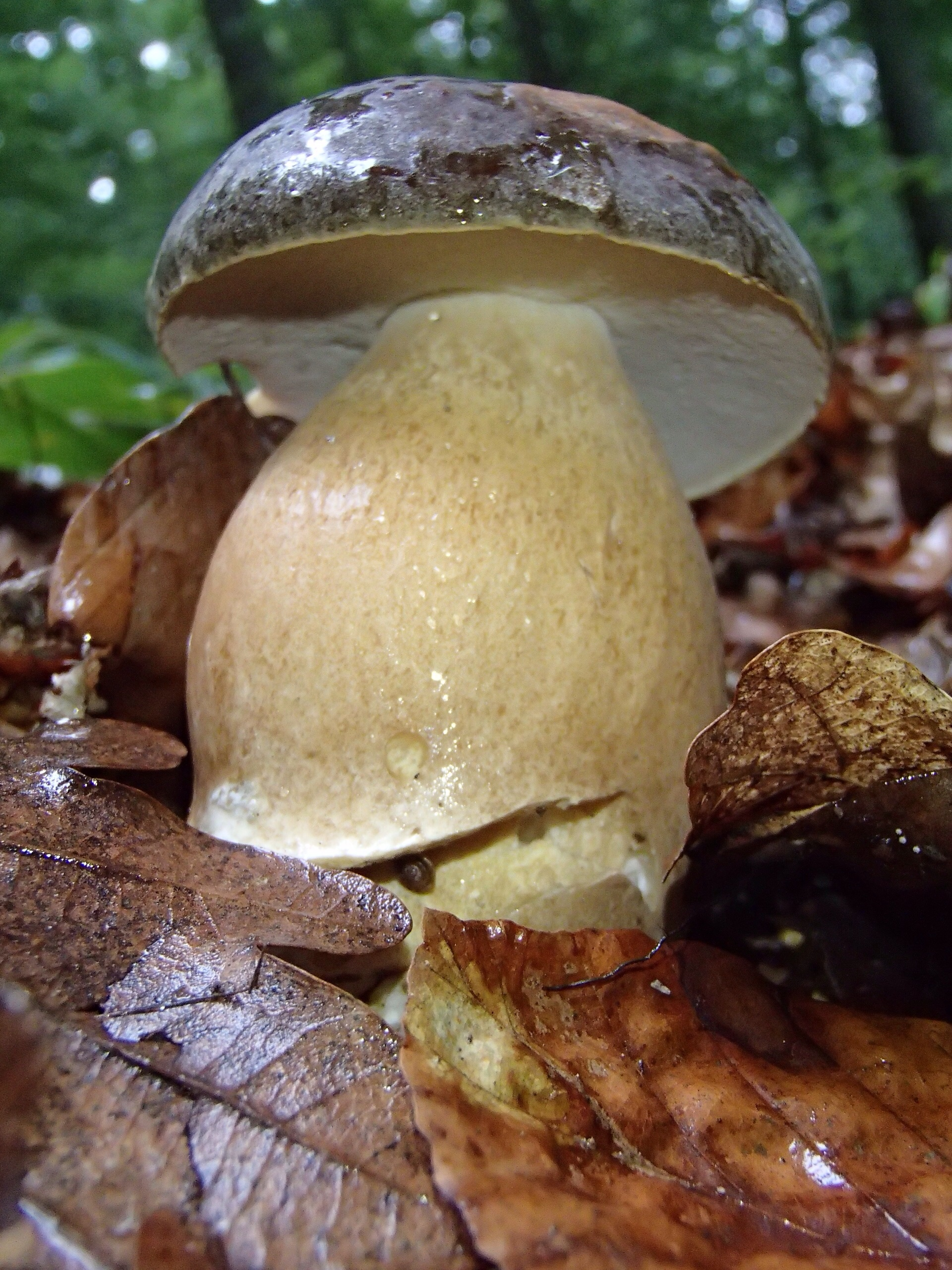
Boletus aereus
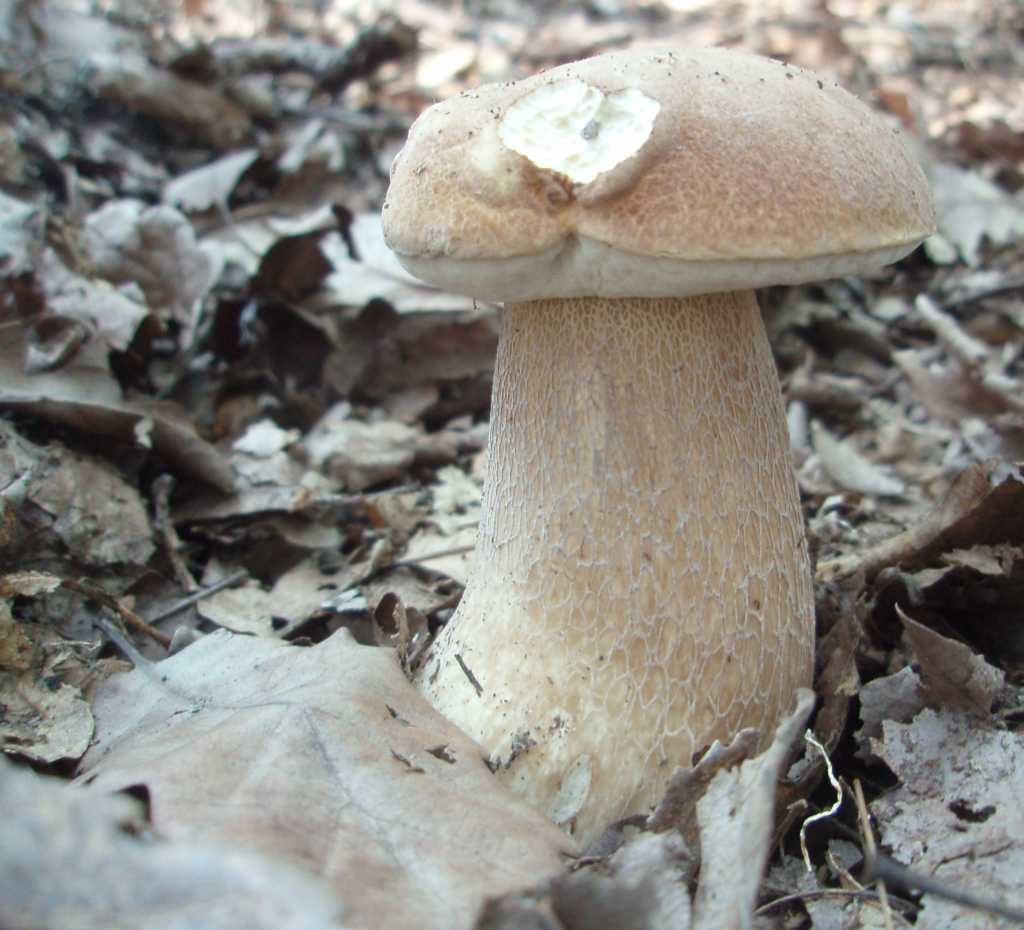
Boletus aestivalis sin. reticulans
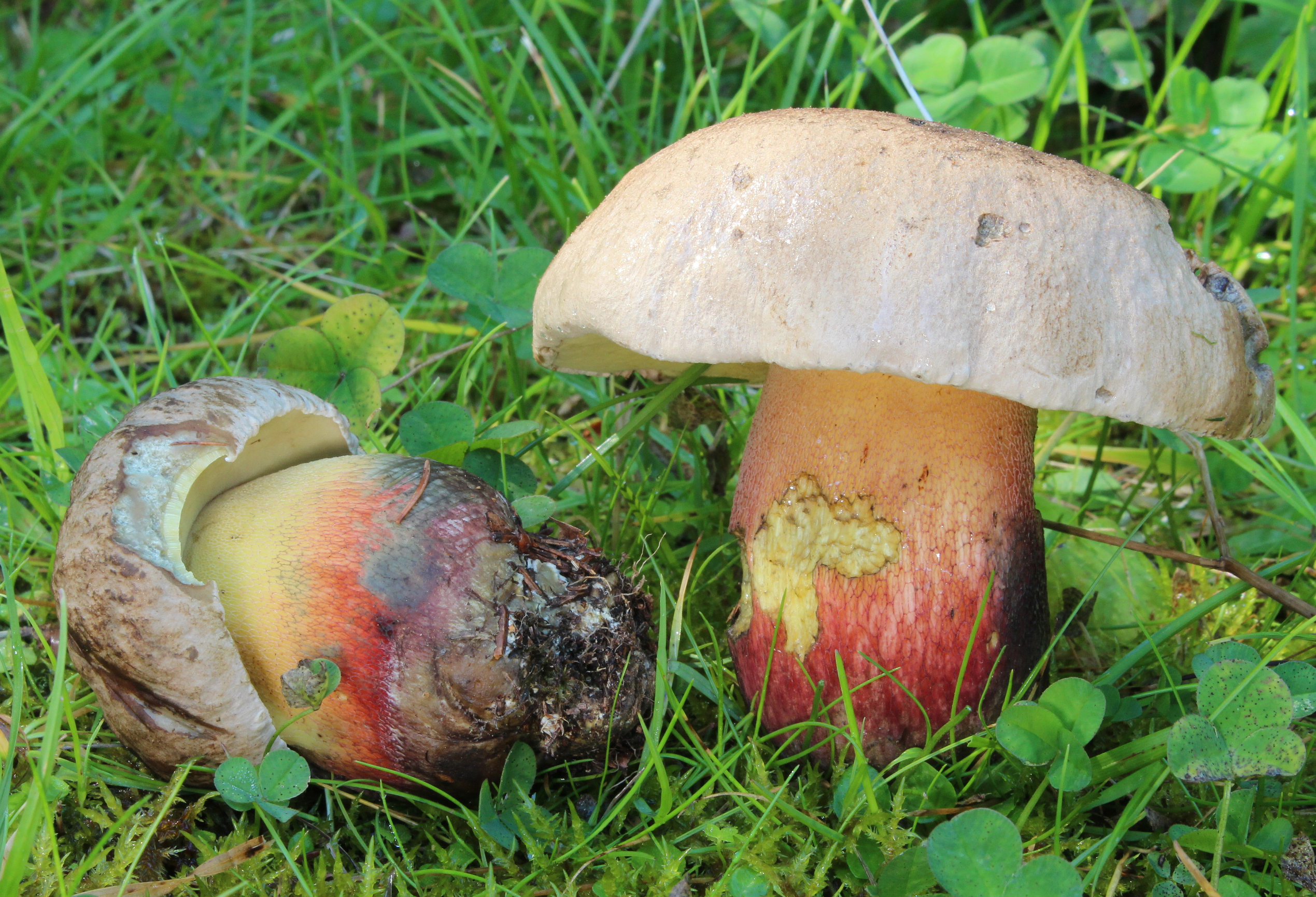
!! Boletus calopus !!
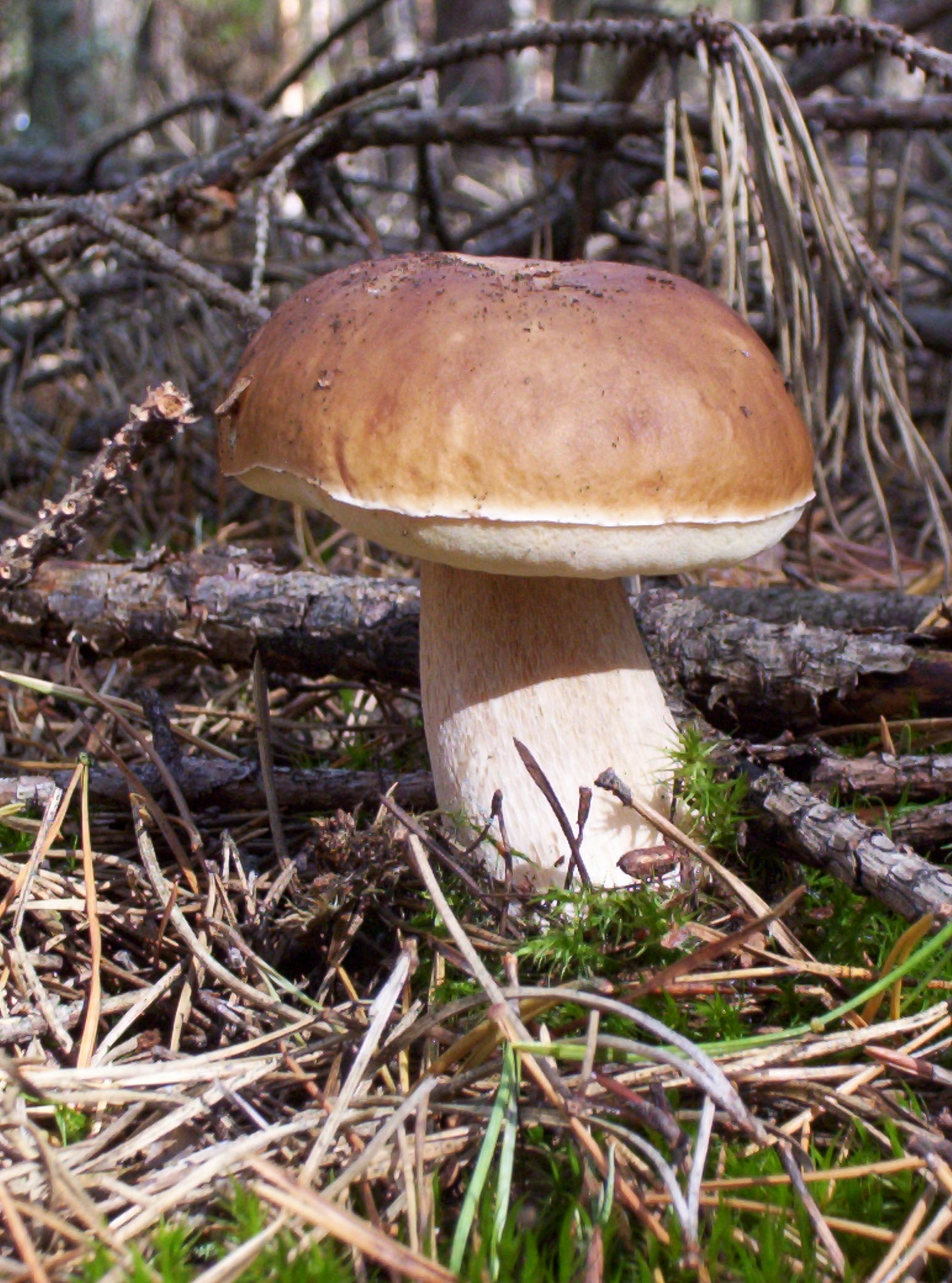
Boletus edulis
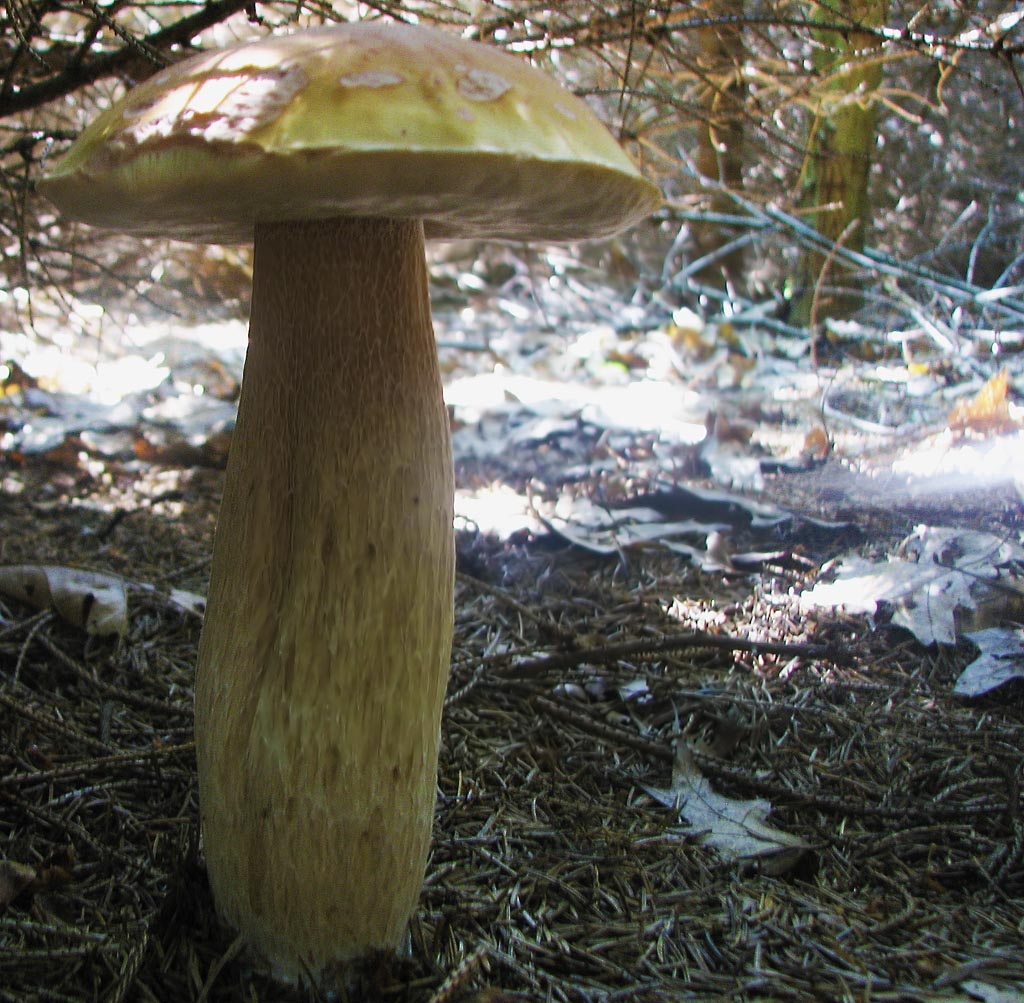
Boletus edulis var. clavipes
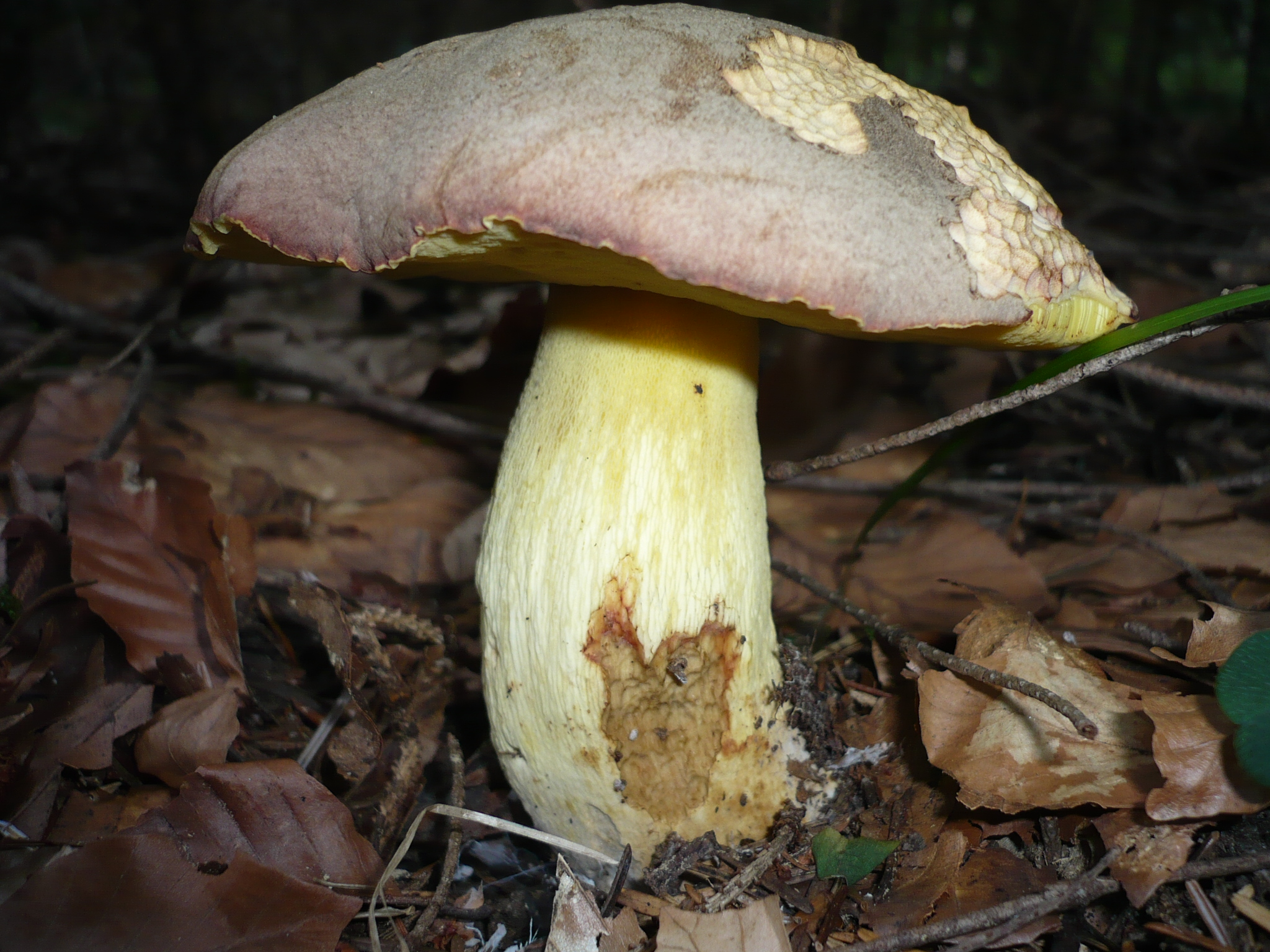
Boletus fechtneri

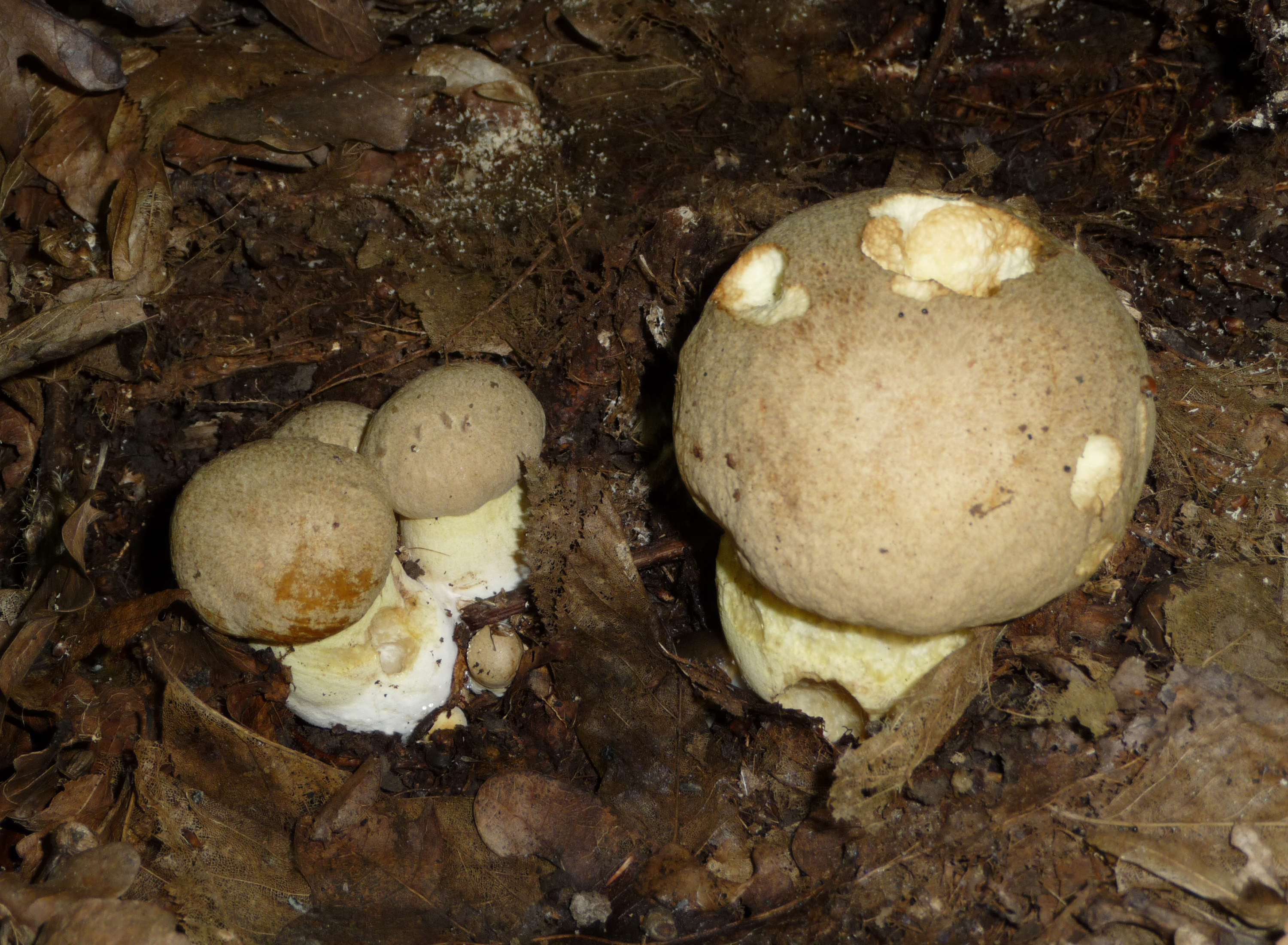
Boletus impolitus
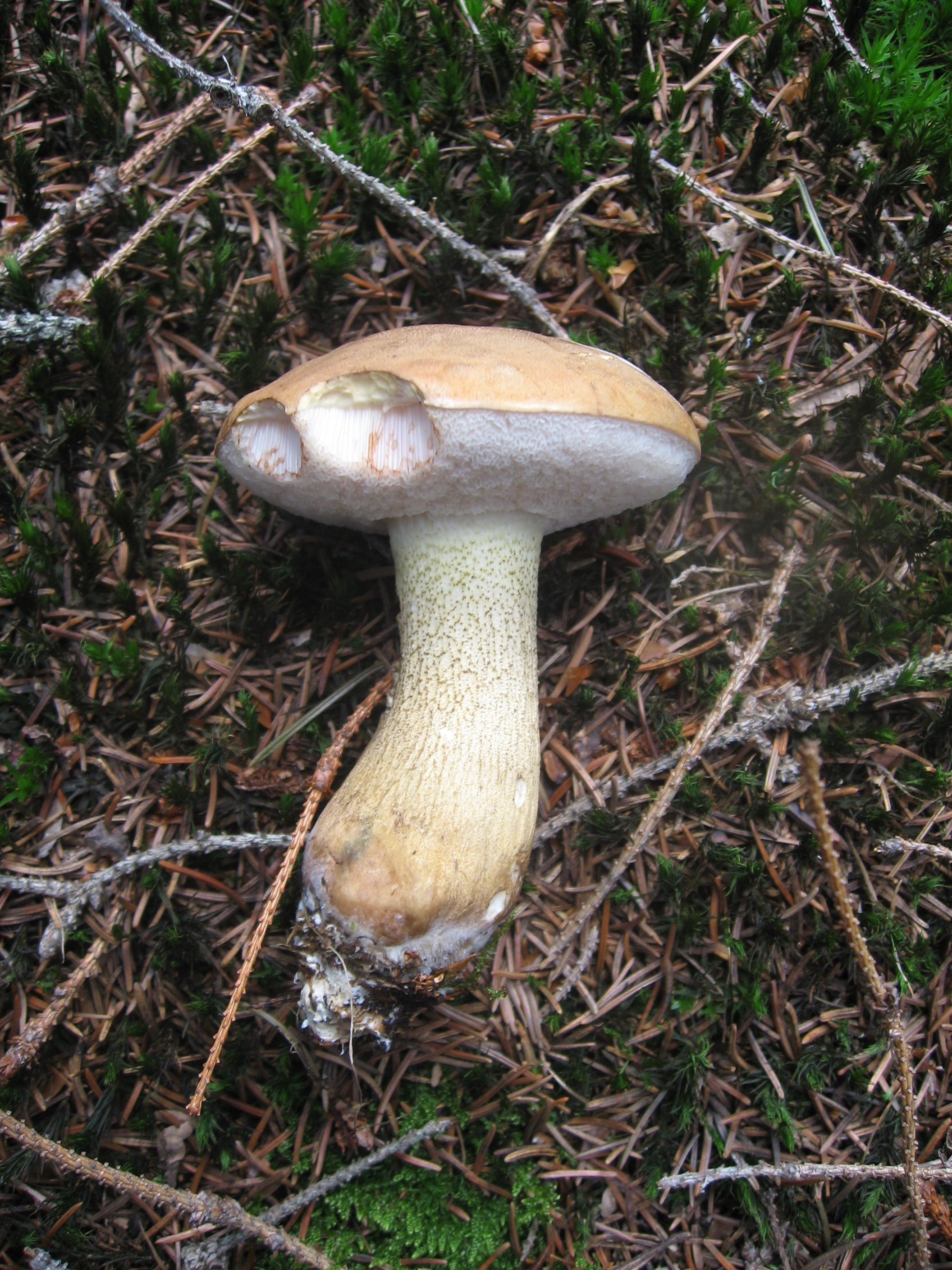
Tylopilus felleus var. alutarius
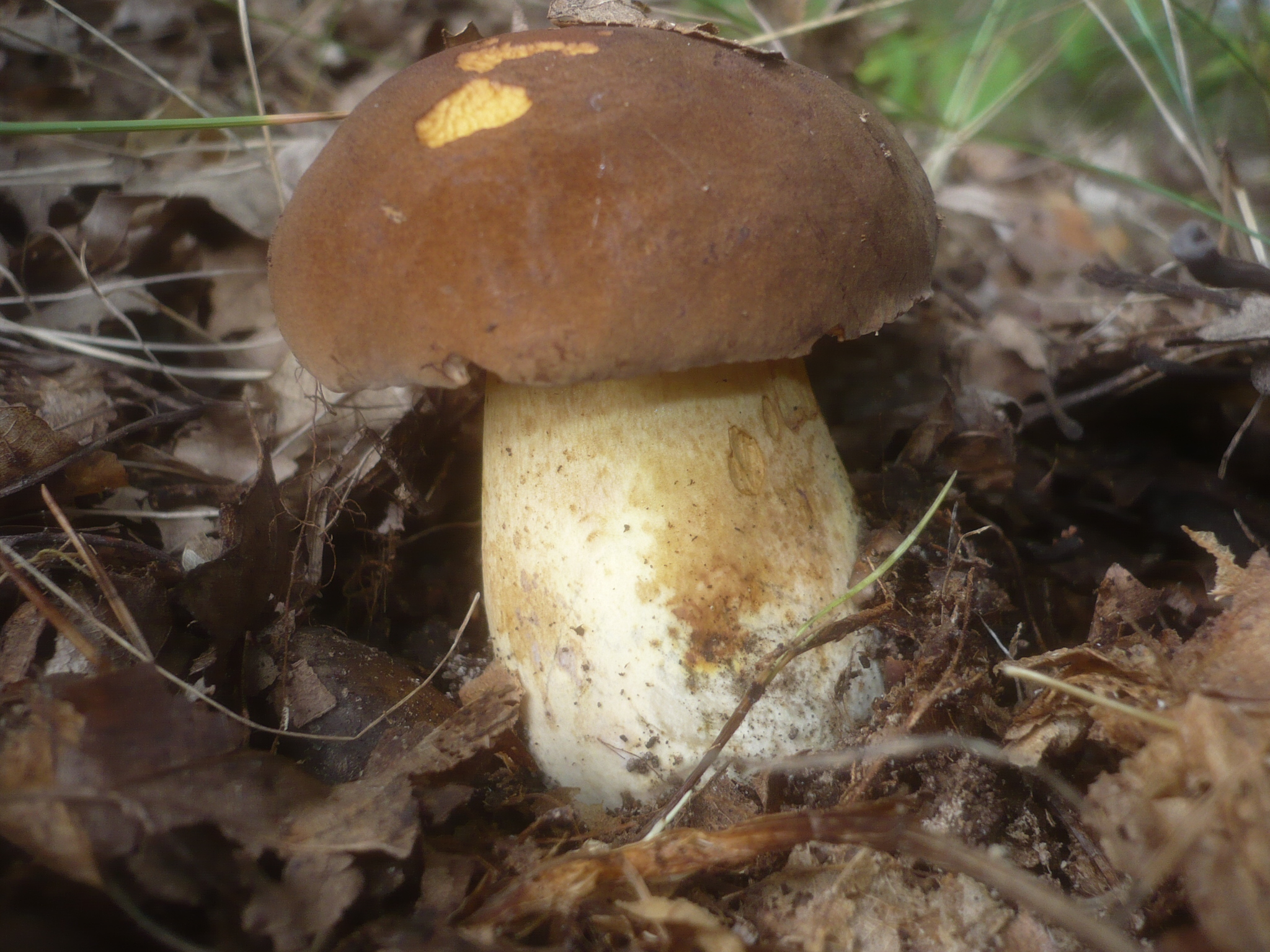
Boletus fragrans
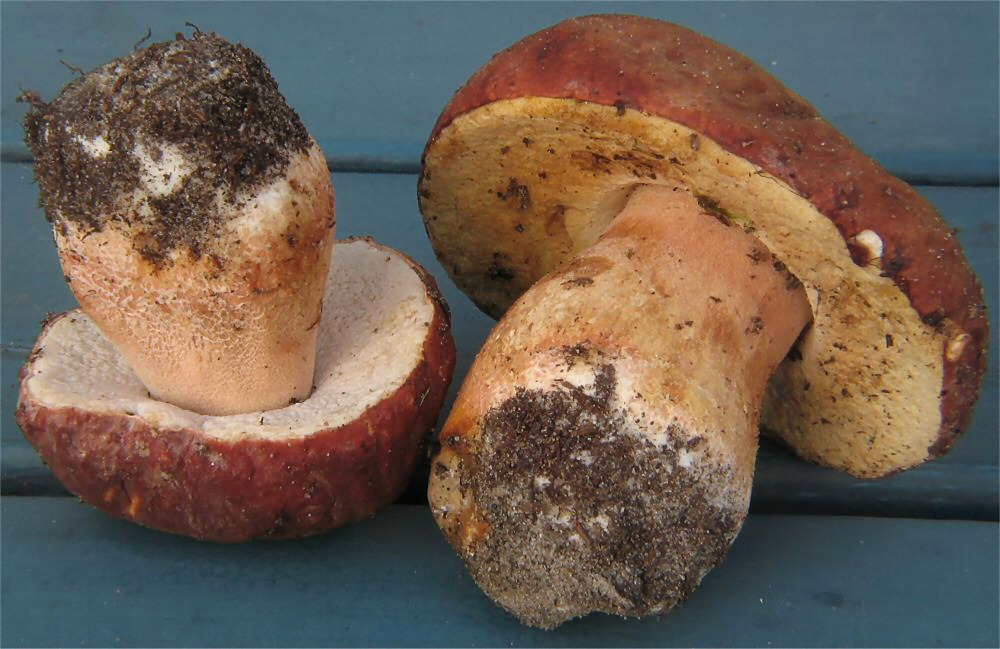
Boletus pinophilus
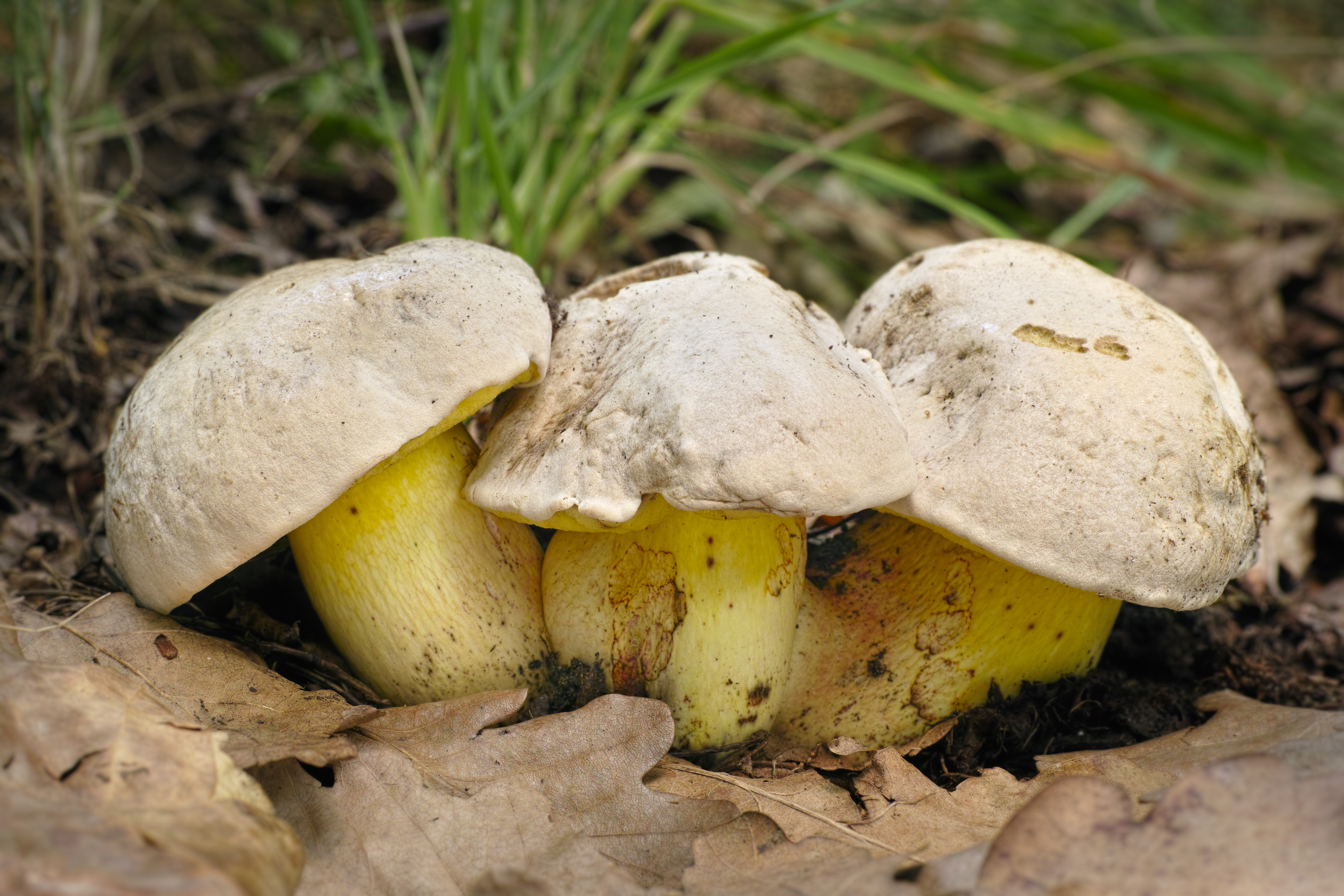
!Boletus radicans!

## Valorificare

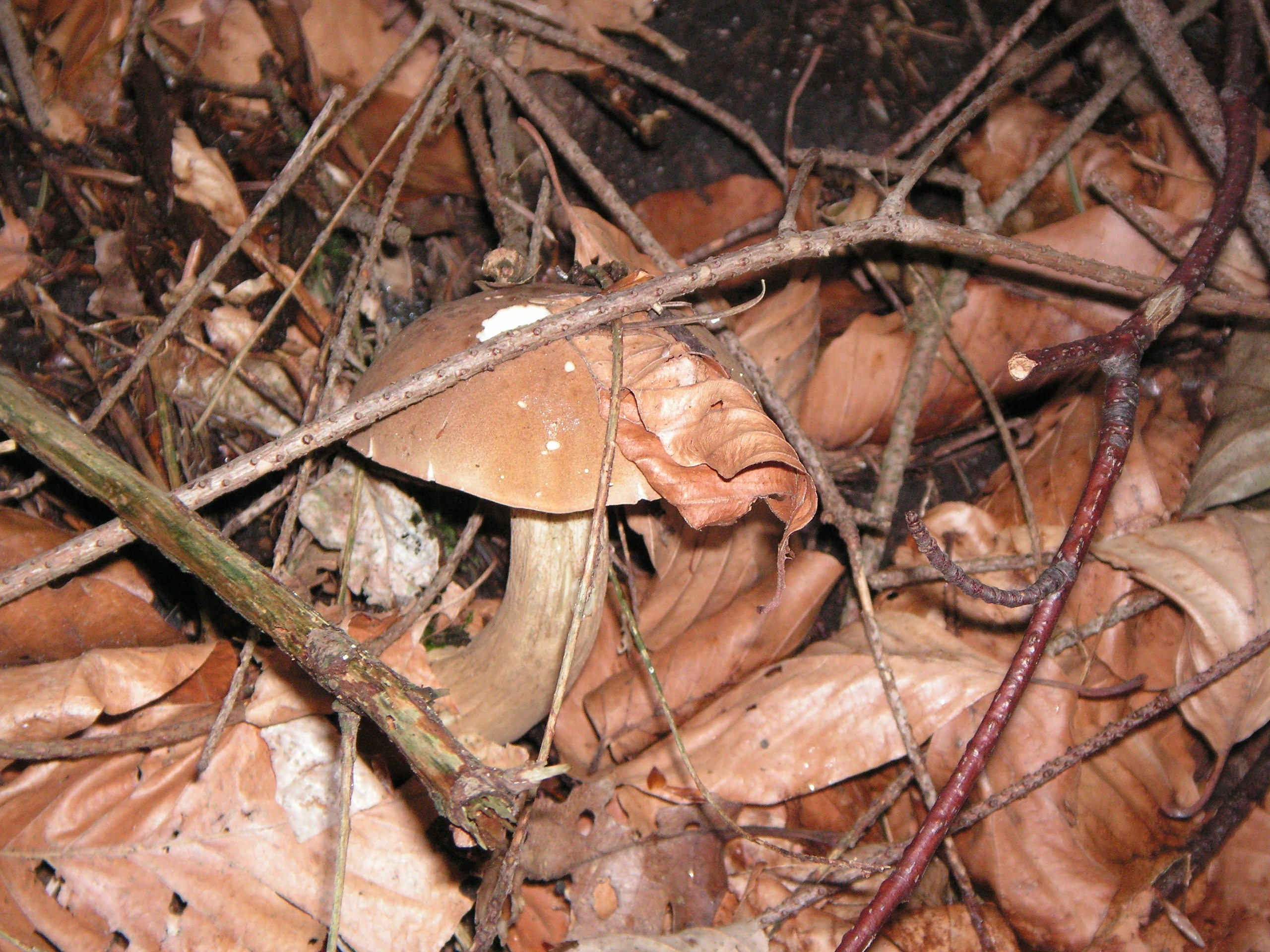
Tylopilus alutarius

Ciuperca care poate fi gustată fără ezitare, pentru că conține o cantitate doar forte mică de bufotenină. Această toxină se distruge prin încălzire.
Pe timpuri grele de război și/sau foamete, oamenii din Franța, Germania (în special din provinciile de altădată Silezia Superioară și Prusia Răsăriteană precum fosta RDG), dar, de asemenea din România, au scos amăreala, ori prin fierberea ciupercilor pentru mai mult timp în lapte smântânit, ori prin marinarea feliilor tăiate în smântâna pentru 3-4 zile, schimbând marinada zilnic. [Această procedură îmi este cunoscută și știu din experiență personală că funcționează, dar este neeficientă.] De asemenea ea să-și piardă gustul neplăcut prin uscare și făcută praf.
Tylopilus felleus var. alutarius, tot descris de Karsten (1882), este numai foarte slab amar și poate fi mâncat. El poartă o rețea mai puțin intensivă.
În mod general, buretele este fără interes alimentar. Un singur mic Tylopilus, adăugat din eroare de exemplu la o ciulama de hribi, o va face necomestibilă.
Dacă găsiți un burete mai deschis în culoarea pălăriei precum (aproape) lipsit de o rețea, încercați-l neapărat. Ar putea fi savurosul gemen al fierii pădurii anume Tylopilus alutarius (vezi mai sus)!